# تورپ سالوین
تورپ سالوین (به انگلیسی: Thorpe Salvin) یک روستا و محله مدنی در بریتانیا است که در کلان‌شهر مستقل راترهام واقع شده‌است. تورپ سالوین ۴۷۶ نفر جمعیت دارد.